# Cleveland Browns
Cleveland Browns – zawodowy zespół futbolu amerykańskiego z siedzibą w Cleveland, w stanie Ohio. Drużyna jest obecnie członkiem Dywizji Północnej konferencji AFC ligi NFL.
W roku powstania (1946) drużyna przystąpiła do All-America Football Conference jako członek założyciel, by w roku 1950 wejść do National Football League po rozpadzie ligi AAFC.
Zespół zdobył wszystkie 4 mistrzostwa AAFC, kończąc doskonały sezon roku 1948 serią 15 zwycięstw bez porażki. W lidze NFL Browns także sięgnęli po tytuł mistrza cztery razy. Nigdy jednak nie udało im się wygrać Super Bowl.

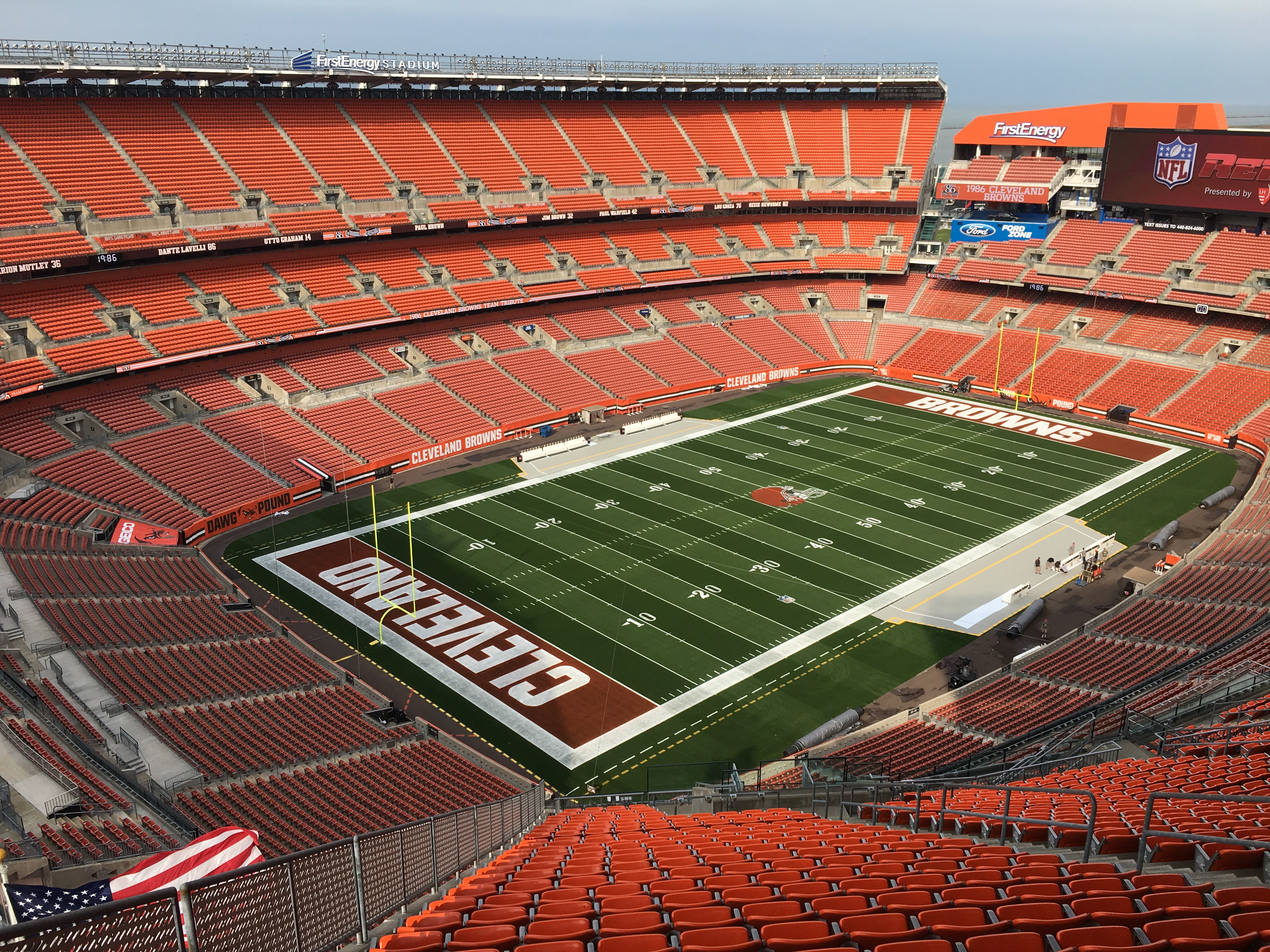
FirstEnergy Stadium

Zawodnicy polskiego pochodzenia w Browns: Mike Tomczak (1992), Chris Gardocki (1999-2003).